# Arctia radiata
Arctia radiata là một loài bướm đêm thuộc phân họ Arctiinae, họ Erebidae.